# (5219) Zemka
(5219) Zemka est un astéroïde de la ceinture principale.

## Description
(5219) Zemka est un astéroïde de la ceinture principale. Il fut découvert le 2 avril 1976 à Naoutchnyï par Nikolaï Tchernykh. Il présente une orbite caractérisée par un demi-grand axe de 3,20 UA, une excentricité de 0,13 et une inclinaison de 2,0° par rapport à l'écliptique.